# Généalogie

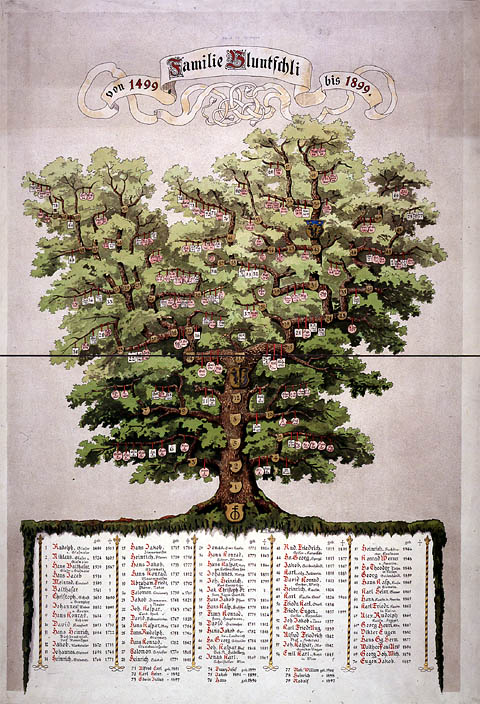
L'arbre généalogique de la famille Bluntschli.

La généalogie  (du grec γενεά genea, « génération » et λόγος logos, « connaissance ») est la « liste des membres d'une famille établissant une filiation » ou la pratique qui a pour objet la recherche de la parenté et de la filiation des personnes. La généalogie est considérée comme une science auxiliaire de l'histoire. Historiquement, elle était utilisée par les gens aisés pour établir la noblesse de sang d'un individu.
Partant de motivations variées, la généalogie d'un individu peut être réalisée par un généalogiste professionnel ou à titre personnel pour identifier des ancêtres sur plusieurs générations. Ce travail de recherche permet d'établir l'histoire d'une famille en se basant sur divers types d'archives mais aussi sur des entretiens oraux ou encore sur la génétique. On distingue généralement la généalogie ascendante, les ancêtres d'une personne, et la généalogie descendante, les descendants d'une personne ou d'un couple donné. Un professionnel facture une prestation de recherche généalogique parfois nécessaire pour établir une succession par un notaire après un décès (généalogie successorale) ou à la demande d'un particulier qui souhaite connaître son histoire familiale (généalogie familiale).
La représentation graphique des individus et de leurs liens de parenté se présente communément sous la forme d'un schéma arborescent à partir d'un individu racine ancré en bas de page et les individus parents dans les « branches » et « feuilles », c'est pourquoi un tel schéma est communément appelé arbre généalogique. Cette mise en page est surtout adaptée pour visualiser une généalogie ascendante. On peut également l'inverser avec un individu racine en haut de page et les ascendants en dessous. D'autres types de présentation existent comme la représentation circulaire, semi-circulaire ou encore la liste d'ascendance.
Le développement des technologies de l'information et de la communication, en facilitant sensiblement l'accès par Internet aux différentes bases de données et la représentation des différentes filiations grâce aux logiciels spécialisés, a facilité la recherche généalogique. De plus, les archives peuvent être de plus en plus disponibles à distance via Internet à l'instar des archives départementales en France qui mettent progressivement à disposition du public leurs archives numérisées.
Des associations généalogiques se sont créées à un niveau local pour s'entraider entre chercheurs, de même que des revues généalogiques sont publiées et spécialisées sur le sujet, permettant d'approfondir ses recherches ou de connaître de nouvelles techniques.

## Définitions
Considérée comme une science auxiliaire de l'histoire,, la généalogie est la recherche de la parenté et de la filiation des personnes. Le Dictionnaire encyclopédique Quillet indique que la généalogie est l’étude et la connaissance des filiations.
Par métonymie, le terme généalogie désigne également le fruit de la recherche, par exemple un livre ou un tableau. On parle également de généalogie pour la filiation des animaux, notamment les chevaux, le bétail ou les chiens de race pour lesquels sont tenus des registres généalogiques consignant la pureté de la filiation ; le terme pedigree peut aussi être utilisé pour le cas de la filiation et de la race des animaux.
En philosophie, le terme est utilisé pour expliquer le contexte de genèse d'une idée, d'un concept ou d'un système de pensée à partir de tout ce qui a précédé la naissance. Dans La Généalogie de la morale, Nietzsche recherche les liens de parenté des concepts moraux de la réalité socio-économique de son époque  et notamment par rapport aux valeurs religieuses. Edgar Morin, dans le tome 4 de La méthode, Les idées, leur habitat, leur vie, leurs mœurs, leur organisation (p. 124), indique comment, à l'intérieur de la noosphère, une entité se construit sur la base de l'ordre, du désordre, de l'organisation et des inter-relations entre les idées de base.

## Contexte d'exercices

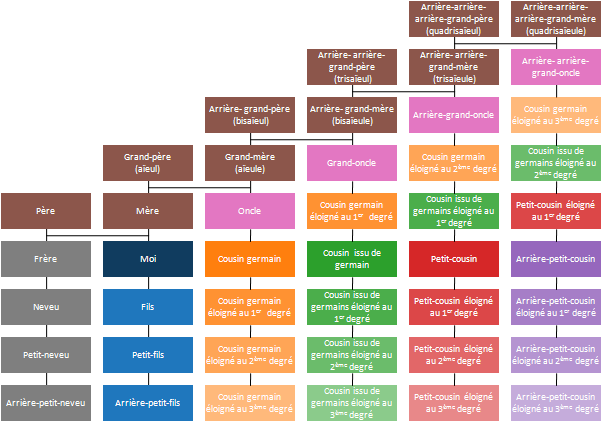
Illustration des degrés de parenté.

### Activité de loisirs
Classiquement, la généalogie est une activité pratiquée comme un loisir par une personne pour connaître ses ancêtres, savoir d'où ils venaient mais aussi connaître leur contexte de vie comme leur métier, qui a pu changer plusieurs fois au cours de la vie, ou leur carrière militaire. Cela suppose de se baser sur des témoignages oraux des personnes âgées de la famille mais surtout sur des documents concrets qu'on qualifie de documents généalogiques. Par extension, le généalogiste s'intéresse à l'histoire, l'héraldique, la géographie, la sociologie, le droit ou la topographie, qui a pu évoluer dans le temps, ou encore la religion. On parle parfois d'histoire familiale pour la biographie d'une même famille sur plusieurs générations enrichie de l'histoire complète de sa place dans la société, des drames, des réalisations ou des échecs et de l'acquisition ou la perte de biens et de titres.

### Activité libérale
Un généalogiste professionnel peut quant à lui effectuer des recherches rémunérées pour d'autres personnes, publier des articles ou des livres, créer des logiciels spécifiques ou entretenir des bases de données d'informations généalogiques.
On trouve généralement deux catégories : 
- les généalogistes successoraux qui recherchent les héritiers d'une personne décédée sans famille connue souvent à la demande d'un notaire[7] ;
- les généalogistes familiaux qui font des recherches généalogiques et/ou historiques pour une clientèle privée[8].

Dans le cas d'une succession, le généalogiste est rémunéré sur la base d'un pourcentage sur la succession révélée aux ayants droit retrouvés à la suite de ses recherches (jusqu'au sixième degré de parenté collatérale selon le calcul du Code civil français).

## Types de généalogie
En matière de généalogie on peut distinguer plusieurs types de recherche. Principalement on parle de généalogie ascendante et descendante mais également de généalogie génétique ou encore de psychogénéalogie.

### Généalogie ascendante
La généalogie ascendante part d'un individu et vise à rechercher ses ancêtres. L'individu de base est appelé le de cujus. C'est l'individu qui sera à la base d'un arbre généalogique, représentation typiquement utilisée pour schématiser les relations entre les personnes. En remontant l'ascendance, on a les parents de l'individu de cujus, puis ses grands-parents, etc.
| Grand-père paternel | Grand-père paternel | Grand-père paternel | Grand-père paternel | Grand-père paternel | Grand-père paternel |      |      | Grand-mère paternelle | Grand-mère paternelle | Grand-mère paternelle | Grand-mère paternelle | Grand-mère paternelle | Grand-mère paternelle |                               |  |  |  |  |  | Grand-père maternel | Grand-père maternel | Grand-père maternel | Grand-père maternel | Grand-père maternel | Grand-père maternel |      |      | Grand-mère maternelle | Grand-mère maternelle | Grand-mère maternelle | Grand-mère maternelle | Grand-mère maternelle | Grand-mère maternelle |  |  |  |  |  |  |  |  |  |  |  |  |  |  |  |  |  |  |  |  |  |  |  |  |  |  |
| Grand-père paternel | Grand-père paternel | Grand-père paternel | Grand-père paternel | Grand-père paternel | Grand-père paternel |      |      | Grand-mère paternelle | Grand-mère paternelle | Grand-mère paternelle | Grand-mère paternelle | Grand-mère paternelle | Grand-mère paternelle |                               |  |  |  |  |  | Grand-père maternel | Grand-père maternel | Grand-père maternel | Grand-père maternel | Grand-père maternel | Grand-père maternel |      |      | Grand-mère maternelle | Grand-mère maternelle | Grand-mère maternelle | Grand-mère maternelle | Grand-mère maternelle | Grand-mère maternelle |  |  |  |  |  |  |  |  |  |  |  |  |  |  |  |  |  |  |  |  |  |  |  |  |  |  |
|                     |                     |                     |                     |                     |                     |      |      |                       |                       |                       |                       |                       |                       |                               |  |  |  |  |  |                     |                     |                     |                     |                     |                     |      |      |                       |                       |                       |                       |                       |                       |  |  |  |  |  |  |  |  |  |  |  |  |  |  |  |  |  |  |  |  |  |  |  |  |  |  |
|                     |                     |                     |                     | Père                | Père                | Père | Père | Père                  | Père                  |                       |                       |                       |                       |                               |  |  |  |  |  |                     |                     |                     |                     | Mère                | Mère                | Mère | Mère | Mère                  | Mère                  |                       |                       |                       |                       |  |  |  |  |  |  |  |  |  |  |  |  |  |  |  |  |  |  |  |  |  |  |  |  |  |  |
|                     |                     |                     |                     | Père                | Père                | Père | Père | Père                  | Père                  |                       |                       |                       |                       |                               |  |  |  |  |  |                     |                     |                     |                     | Mère                | Mère                | Mère | Mère | Mère                  | Mère                  |                       |                       |                       |                       |  |  |  |  |  |  |  |  |  |  |  |  |  |  |  |  |  |  |  |  |  |  |  |  |  |  |
|                     |                     |                     |                     |                     |                     |      |      |                       |                       |                       |                       |                       |                       |                               |  |  |  |  |  |                     |                     |                     |                     |                     |                     |      |      |                       |                       |                       |                       |                       |                       |  |  |  |  |  |  |  |  |  |  |  |  |  |  |  |  |  |  |  |  |  |  |  |  |  |  |
|                     |                     |                     |                     |                     |                     |      |      |                       |                       |                       |                       |                       |                       | Individu « racine », de cujus |  |  |  |  |  |                     |                     |                     |                     |                     |                     |      |      |                       |                       |                       |                       |                       |                       |  |  |  |  |  |  |  |  |  |  |  |  |  |  |  |  |  |  |  |  |  |  |  |  |  |  |

Le nombre d'individus double à chaque génération donc ajouter une génération à une généalogie revient à ajouter autant d'individus que déjà rencontrés jusque-là, plus un. Si on remonte jusqu'à l'époque des débuts des registres disponibles à la Renaissance en faisant l'hypothèse d'une génération de trente ans en moyenne, nous trouvons : 
| Génération | Degré | Nombre d'individus de la génération | Nombre total d'individus (cumul) | Époque de vie | Commentaires                                                     |
| ---------- | ----- | ----------------------------------- | -------------------------------- | ------------- | ---------------------------------------------------------------- |
| 1          | 0     | 1 individu                          | 1 individu                       | 2010          | De cujus / souche de l'arbre / individu racine                   |
| 2          | 1     | 2 individus                         | 3 individus                      | 1980          | Parents                                                          |
| 3          | 2     | 4 individus                         | 7 individus                      | 1950          | Grands-parents / aïeux                                           |
| 4          | 3     | 8 individus                         | 15 individus                     | 1920          | Arrière-grands-parents / bisaïeux                                |
| 5          | 4     | 16 individus                        | 31 individus                     | 1890          | Arrière-arrière-grands-parents / trisaïeux                       |
| 6          | 5     | 32 individus                        | 63 individus                     | 1860          | Arrière-arrière-arrière-grands-parents / quadrisaïeux            |
| 7          | 6     | 64 individus                        | 127 individus                    | 1830          | Arrière-arrière-arrière-arrière-grands-parents / quinquisaïeux   |
| 8          | 7     | 128 individus                       | 255 individus                    | 1800          | La dénomination, si elle est envisageable, n'est guère utilisée. |
| 9          | 8     | 256 individus                       | 511 individus                    | 1770          | La dénomination, si elle est envisageable, n'est guère utilisée. |
| 10         | 9     | 512 individus                       | 1 023 individus                  | 1740          | La dénomination, si elle est envisageable, n'est guère utilisée. |
| 11         | 10    | 1 024 individus                     | 2 047 individus                  | 1710          | La dénomination, si elle est envisageable, n'est guère utilisée. |
| 12         | 11    | 2 048 individus                     | 4 095 individus                  | 1680          | La dénomination, si elle est envisageable, n'est guère utilisée. |
| 13         | 12    | 4 096 individus                     | 8 191 individus                  | 1650          | La dénomination, si elle est envisageable, n'est guère utilisée. |
| 14         | 13    | 8 192 individus                     | 16 383 individus                 | 1620          | La dénomination, si elle est envisageable, n'est guère utilisée. |
| 15         | 14    | 16 384 individus                    | 32 767 individus                 | 1590          | La dénomination, si elle est envisageable, n'est guère utilisée. |

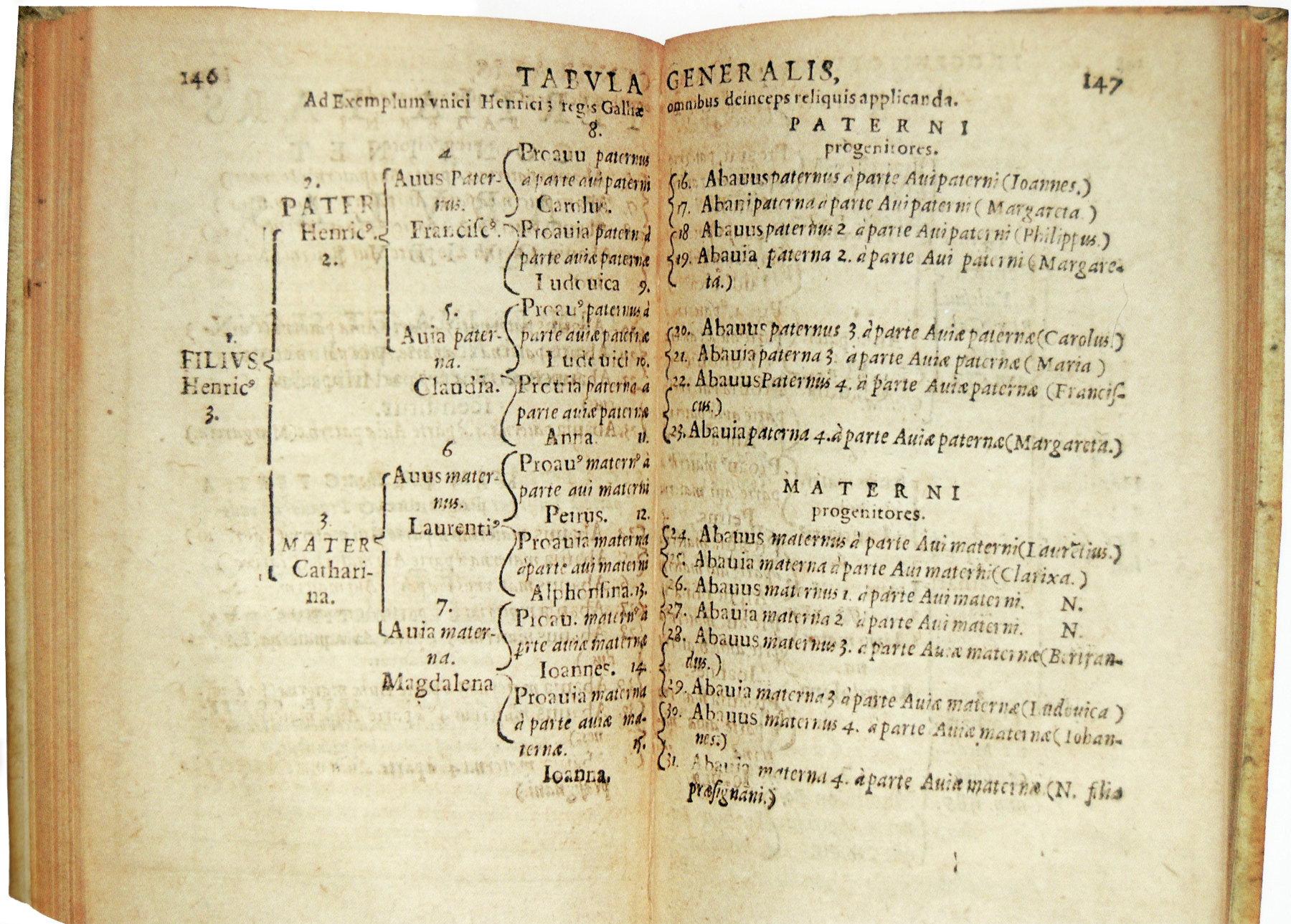
Arbre généalogique publié par Michel Eyzinger dans Thesaurus principum hac aetate in Europa viventium à Cologne en 1590, p. 146–147, et mettant en individu racine Henri III de France. Eyzinger est à l'origine de la numérotation de Sosa-Stradonitz.

On remarque que le nombre d'individus d'une génération N correspond à 2N - 1 (ou 2N si on considère le degré) et le nombre total d'ancêtres de l'individu à 2N-1. Par exemple pour la 9e génération d'ancêtres d'un individu, soit le 8e degré, on obtient 256 individus de cette génération. Ce qui fait donc 29 - 1 individus en tout dans son arbre, soit 511.
En remontant jusqu'au 13e siècle, ce sont 4 milliards d'ancêtres théoriques que possède chaque être humain, alors que la population mondiale ne dépassait pas quelques centaines de millions de personnes. Des travaux combinant généalogie et modélisation montrent que le plus récent ancêtre commun à l'humanité tout entière aurait entre 2000 et 4000 ans.
Avec le grand nombre d'individus potentiels qui peuvent apparaître dans un arbre généalogique, il est important de bien numéroter et ranger les informations propres à chaque individu. Pour repérer les ancêtres de manière unique, plusieurs façons de numéroter existent comme la numérotation de Sosa-Stradonitz qui peut être utilisée en généalogie ascendante. Il est conseillé d'utiliser ce numéro pour référencer tous les documents liés à un individu (copies des actes, photographies, etc.) ou du moins d'utiliser une méthode de classement rigoureuse.
Les nombres d'ascendants ci-dessus sont théoriques et il n'est pas forcément possible de retrouver tous les individus d'une génération, cela dépendant fortement des archives disponibles pour sa recherche. De plus ce doublement théorique du nombre d'individus à chaque génération fait qu'on arriverait à des millions d'individus en ligne directe en remontant de 1 000 ans dans le temps. Si on prend le cas de la France, on s'approcherait alors de la population totale de l'époque pour l'ascendance d'une seule personne née aujourd'hui. Il faut donc comprendre que des mariages s'opéraient entre personnes proches géographiquement, socialement, mais aussi parfois de même sang avec des degrés de consanguinité plus ou moins élevés, c'est un phénomène appelé endogamie. C'est pourquoi des personnes identiques peuvent se retrouver plusieurs fois dans un même arbre généalogique, on parle d'implexe. Ainsi Charlemagne est cité cinq cents fois dans l'ascendance de Saint Louis. Par convention dans la numérotation et pour éviter qu'ils soient désignés par plusieurs numéros, on attribue préférentiellement le numéro le plus petit aux personnes identiques. C'est aussi ce phénomène d'endogamie qui a poussé l’Église catholique à tenir des registres pour maîtriser la consanguinité de la population et empêcher le mariage entre cousins trop proches (degré canonique).
La généalogie ascendante peut être pratiquée uniquement pour rechercher l'ascendance mâle d'une personne, celle qui transmet le patronyme à ses enfants, on parle de lignée agnatique. Elle peut également être utilisée pour déterminer la lignée cognatique d'une personne, c'est-à-dire les individus qui ne portent pas le même nom, en particulier la parenté par les femmes. En référence à la numérotation de Sosa-Stradonitz, les généalogistes parlent parfois de « lignée SOSA » ou d'« individus SOSA » pour désigner les individus en ligne directe avec l'individu racine à différencier des individus « non SOSA » ne portant pas de numérotation que sont les collatéraux, frères et sœurs des ascendants directs par exemple, et les alliés (conjoints, non ascendants).

### Généalogie descendante

Exemple d'arbre de descendance de l'individu Lucas Grey.

La généalogie descendante s'intéresse aux descendants d'une personne ou d'un couple donné et vise à chercher tous les descendants. Cela peut être utilisé pour déterminer des liens de cousinage entre personnes. Mathématiquement plus l'ancêtre est éloigné dans le temps et plus il peut avoir de descendants potentiels. Cela prendra donc d'autant plus de temps de les recenser, la progression du nombre de descendants n'étant pas géométrique comme celle des ascendants (un individu a toujours deux parents mais peut avoir un nombre indéfini d'enfants). Il est possible de réaliser une généalogie descendante agnatique (patrilinéarité) ou patronymique c'est-à-dire uniquement les descendants garçons, qui portent le nom de famille de l'ancêtre considéré, en notant simplement le nom des descendants filles ; mais il est également possible de réaliser une descendance complète y compris avec les descendants des filles.
Giocangga est le grand-père de Nurhachi, le fondateur de la Dynastie Qing. Une étude controversée indique que 1,5 million de Chinois et Mongols du début du XXIe siècle pourraient descendre de ce même ancêtre commun.
Pour identifier les individus avec un numéro unique dans une généalogie descendante, il est possible d'utiliser la numérotation d'Aboville ou encore le système Henry.
On peut également souhaiter rassembler tous les membres d'une même famille, on parle de « cousinade », ce terme existe depuis les années 1990. En France, en 2012, 4 750 cousins vendéens sont entrés dans le Livre des records pour avoir formé la plus grande cousinade jamais rassemblée.

### Généalogie médicale
La généalogie médicale constitue l'étude de la transmission des maladies héréditaires et génétiques par la généalogie.
Principalement orientée vers les familles porteuses de maladies transmissibles, la généalogie médicale d'un individu doit permettre d'identifier des ancêtres porteurs sur plusieurs générations. Le généalogiste prend ainsi en compte l’ensemble des antécédents médicaux et familiaux.
Dès lors qu'une maladie héréditaire ou génétique se présente dans la vie d'un individu, la généalogie médicale permet d'identifier le cheminement généalogique qu'a entrepris la pathologie. Elle intervient dans le cadre de maladies héréditaires et génétiques, de suspicions de maladies consanguines, elle fournit les informations indispensables lors d’une nécessité de greffe.

### Généalogie génétique
La généalogie génétique est une façon de rechercher ses ancêtres fondée non plus sur l'étude des registres d'état civil, mais sur l'analyse de l'ADN. Des laboratoires, aux États-Unis et au Royaume-Uni, proposent des tests permettant d'identifier ses ancêtres lointains, sa région d'origine ou son groupe ethnique[réf. souhaitée].
La collecte de données ADN est interdite en Europe parce qu'elle présente un risque élevé de discrimination injuste, non seulement pour les personnes qui ont fourni leur ADN mais aussi pour leur descendance. Les entreprises de généalogie privées qui vendent ces tests très lucratifs n'acceptent pas de faire vérifier leurs algorithmes. Rien ne permet de considérer leurs rapports d'origine des ancêtres comme vrai ou très probablement vrai .

### Psychogénéalogie
La psychogénéalogie est une théorie qui vise à relier la psychologie d'un individu avec celle de ses ancêtres et notamment les traumatismes ou des faits marquants survenus dans l'histoire de sa famille, tels que la perte d'un enfant, pouvant expliquer les maux du présent.

### Généalogie foncière
La généalogie foncière ou généalogie immobilière a pour but de retrouver l'origine d'un vieil immeuble, d'une ancienne habitation ou d'un terrain. Cette discipline un peu complexe utilise les documents provenant des hypothèques, du cadastre ou du sommier foncier, des minutes notariales et d'autres sources éventuellement disponibles selon le type de bâtiment. Les archives de l'Oise donnent une bonne explication de cette activité.
Les généalogistes fonciers sont peu nombreux en France. Ils proposent souvent un service de recherche sur l'histoire d'un bien ainsi qu'une brochure complète détaillant  les éléments mis au jour.

### Conventions typographiques
Certaines conventions sont utilisées en généalogie, les principaux symboles ou abréviations sont exprimés dans le tableau suivant,.
| Symbole / Abréviation | Signification                                                             |
| --------------------- | ------------------------------------------------------------------------- |
| °                     | Naissance                                                                 |
| b                     | Baptême (bc pour catholique, bo pour orthodoxe, bp pour protestant, etc.) |
| Cm                    | Contrat de mariage                                                        |
| x                     | Mariage                                                                   |
| )(                    | Divorce                                                                   |
| +                     | Décès                                                                     |
| (+)                   | Inhumation                                                                |
| P                     | Père                                                                      |
| M                     | Mère                                                                      |
| p                     | Parrain                                                                   |
| m                     | Marraine                                                                  |
| t                     | témoin                                                                    |
| ca                    | circa (environ, autour de) utilisé pour les dates approximatives.         |
| !1650                 | cité en 1650                                                              |
| /1650                 | avant 1650                                                                |
| 1650/                 | après 1650                                                                |
| s.p.                  | sans postérité                                                            |
| d.p.                  | dont postérité                                                            |
| s.a.                  | sans alliance (célibataire)                                               |
| AN                    | archives nationales                                                       |
| AD                    | archives départementales                                                  |
| AM                    | archives municipales                                                      |

## Arbre généalogique et représentation graphique

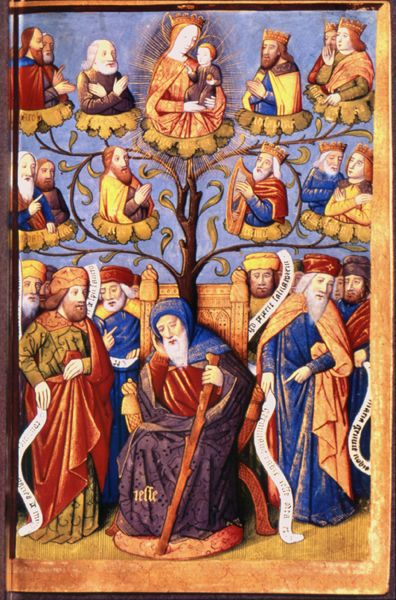
Arbre de Jessé, avec Jessé assis. Arsenal, manuscrit 416 f° 7.

Dans la civilisation gréco-latine existe un culte organisé de la généalogie : dans les grandes maisons, les ancêtres sont représentés en portraits hiérarchisés sur les murs (peintures, bas-reliefs) ou dans les cortèges funéraires et dans des arbres généalogiques conservés dans des écrits, les stemmata.
Dans le christianisme, la représentation graphique des relations familiales au Moyen Âge se fait sur le modèle biblique de l'Arbre de Jessé représentant Jessé assis ou allongé « portant » un arbre lui sortant du dos avec ses descendants dont le roi David et Jésus de Nazareth. La féodalité valorisant le lignage et les bourgeois recherchant leur « ancêtre enracineur », la première représentation non biblique se trouve dans la Genealogia deorum gentilium (« Généalogie des dieux des païens ») de Boccace au milieu du XIVe siècle. Les ancêtres sont modélisés dans les racines qui sont dessinées soit dans le ciel, soit dans le sol, le modèle n'ayant toujours pas été tranché.
Il est plus courant aujourd'hui de trouver une représentation où le sujet, de cujus sur lequel on réalise une recherche généalogique ascendante, est représenté à la racine de l'arbre, c'est-à-dire au pied, ses ancêtres étant ensuite représentés en tant que branches et l'arbre s'étoffe à mesure que les ascendants sont découverts. Cette représentation est paradoxale car la racine d'un arbre en milieu naturel est ce qu'il y a de plus vieux et les branches ou feuilles sont plus jeunes. La racine de son arbre généalogique devrait être l'individu le plus vieux mais il est difficile de le déterminer au début de ses recherches. En revanche, en généalogie descendante, la recherche s'effectue sur un individu donné et vise à trouver tous ces descendants, une représentation par arbre avec l'individu, par définition plus vieux que ses descendants, au pied de l'arbre est tout à fait possible. D'autres types de présentation sont possibles, par exemple sous forme de tableau d'ascendance où l'individu de cujus est représenté à gauche et ses ascendants de gauche à droite. Il est possible de représenter une ascendance sous forme de diagramme circulaire ou semi-circulaire, le de cujus étant au centre et chaque génération ajoute un cercle autour de la génération précédente. L'avantage des représentations circulaires est qu'elles occupent moins de place, on peut positionner plus de générations que sous la forme d'un arbre, à espace équivalent. Un format A4 permet de placer 255 ancêtres.
De nos jours, la création d'arbres généalogiques est facilitée par l'outil informatique qui permet de gérer les différents modes de présentation d'un arbre généalogique en prenant en compte le problème de l'espace disponible et des sauts entre les pages pour une impression adaptée notamment au format A4. Moins graphique, la liste d'ascendance offre une présentation plus compacte.
Par la mise en commun des recherches généalogiques individuelles, plusieurs sites Internet visent à développer un arbre généalogique universel en compilant dans un unique arbre tous les actes des généalogistes participants et visant à démontrer les origines communes de l'humanité.

## Historique et motivations
Historiquement la généalogie est une des sciences les plus anciennes et présente dans plusieurs cultures. Ainsi la Bible indique dans le Livre de la Genèse une généalogie dont l'objectif est de démontrer la parenté entre les élus de Dieu avec le premier homme créé par Dieu, Adam en passant par Noé. Ainsi la Table des peuples est une liste des descendants de Noé dans le chapitre 10 de la Genèse. De même la parenté entre Jésus et le roi David était importante aux yeux des premiers Chrétiens pour asseoir l'homme en tant que messie et héritier légitime. Illustrant ce lien de filiation, l'arbre de Jessé est une des premières représentations d'« arbre généalogique » avec tronc et branches stylisées.
Les Égyptiens la pratiquaient également comme l'atteste la liste d'Abydos. Cette gravure murale contient ainsi les soixante-seize rois ayant précédé Séthi Ier. Ramsès II avait donc la connaissance de ses prédécesseurs et pouvait vénérer ses ancêtres.
Dans la mythologie grecque, les récits que sont l'Iliade et l'Odyssée rapportent des familles de dieux qui d'ailleurs se mêlent aux humains mortels établissant un début d'importance et de puissance à la notion de famille. Les Romains avaient également une connaissance avancée de leurs ascendants sur plusieurs générations, de même que les Arabes pour qui une parenté avec le prophète Mahomet est un honneur.
Les Vikings y attachaient également une grande importance. Un chef tel que Sven Barbe-Fourchue devait savoir de qui il descendait à commencer par son père Harald à la dent bleue.
Certaines généalogies ont été tracées sur des centaines d'années. On peut citer la généalogie descendante de Confucius né il y a plus de 2 500 ans qui est reconnu comme le plus important arbre généalogique au monde avec quatre-vingts générations et plus de deux millions d'individus.

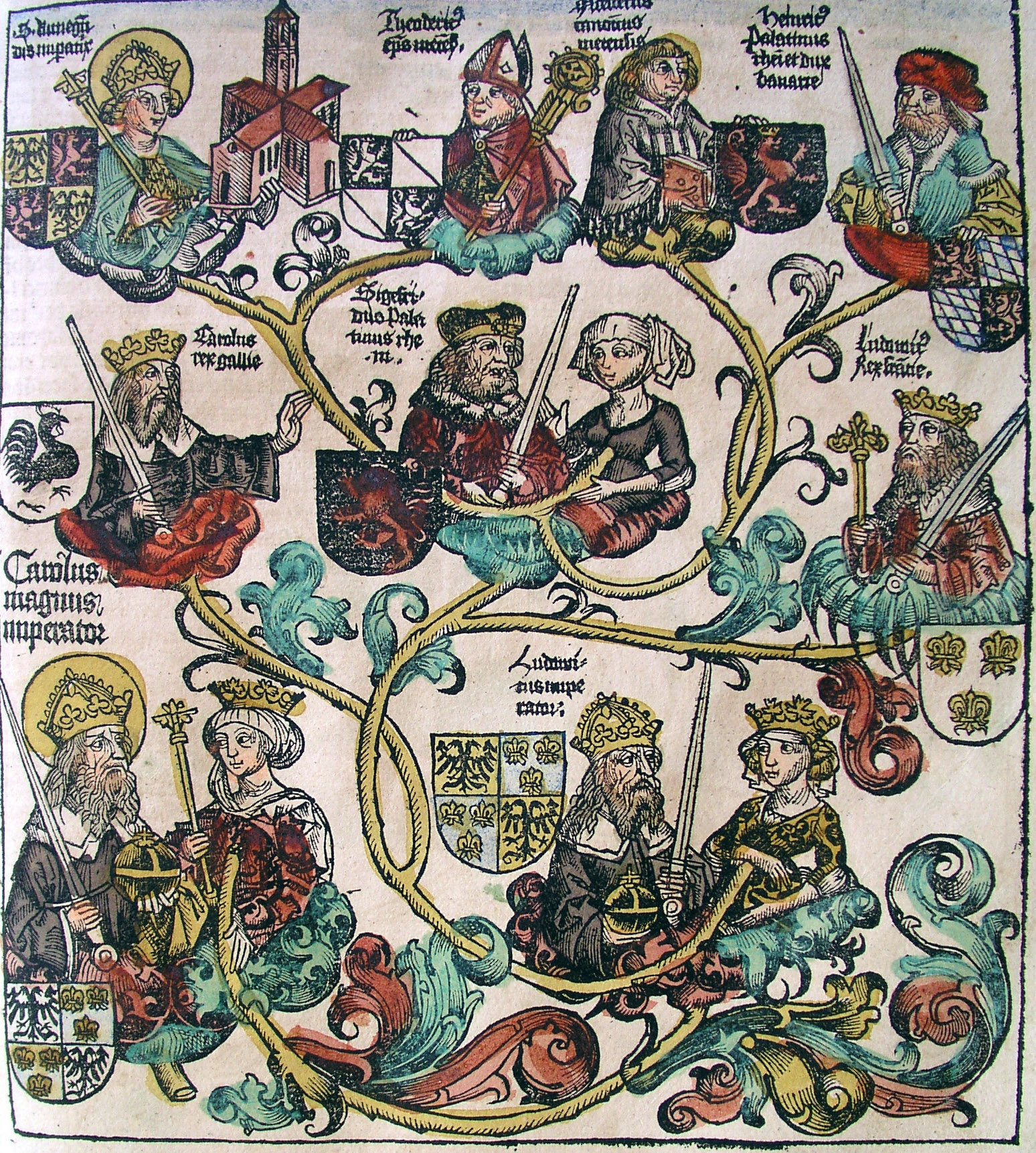
Une généalogie héraldique.

Pendant longtemps la généalogie a été l'apanage des « grands de ce monde », de la noblesse. On parlait alors des quartiers de noblesse ; pour être noble de sang et bénéficier des privilèges associés, il fallait démontrer que ses ancêtres étaient eux-mêmes nobles sur plusieurs générations. Des vérifications des titres ont été réalisés plusieurs fois en France lors des  réformations de la noblesse, avec des amendes importantes pour les usurpateurs. Certaines familles et certains généalogistes d'autrefois n'étaient pour le moins pas très regardants quant à la véracité des filiations qu'ils rédigeaient pour justifier d'une ascendance noble, prestigieuse, voire mythologique, ou bien de l'appartenance à un clan.
L'établissement de généalogies s'est surtout développée au Moyen Âge. Au-delà du fait de vouloir se réclamer d'un lointain ancêtre prestigieux, le droit canon chrétien interdisait le mariage entre personnes du même sang. Il était donc nécessaire de prouver cette absence de parenté ce qui a conduit les curés catholiques à tenir des registres des naissances et mariages. Des dispenses de consanguinité, autorisant malgré tout le mariage moyennant finances, pouvaient être délivrées par l’Église, et par le pape lui-même.
En France, en 1215, l'interdiction est ramenée du septième au quatrième degré de parenté. On demande également aux curés de publier les mariages à venir pour qu'une éventuelle parenté soit mentionnée à temps. La tenue de registres sera ensuite rendue officielle partout en août 1539 avec l'ordonnance de Villers-Cotterêts.
Les autres religions ont pu également constituer des registres. Ainsi dès 1559, lors du premier synode national, les pasteurs de l’église réformée étaient enjoints d’inscrire et de conserver le nom des baptisés et de leurs parents. En France plusieurs édits de tolérance ont été conclus pour essayer d'harmoniser l'enregistrement des habitants non catholiques, tels l'édit de pacification d'Amboise en 1563 jusqu'à l'édit de Versailles en 1787. Pour les juifs, des recensements ont été effectués à différentes époques par les seigneurs et les rois. À Metz, le roi de France a imposé la tenue de registres de 1717 à 1792.
Pour les nobles, la transmission des titres était héréditaire, et en France avec la loi salique cette transmission a été réduite aux descendants mâles. La transmission des privilèges fiscaux étant également héréditaire, on comprend l'intérêt de pouvoir justifier sa généalogie ce qui a pu conduire à des travaux de complaisance et une décrédibilisation de l'activité de généalogiste.
Ultérieurement, les encyclopédistes du siècle des Lumières reflètent dans leur définition la piètre opinion dont jouit la discipline : « science occupée de flatter les vanités et de conserver un ordre social périmé, héritage haïssable des siècles d’obscurantisme. »
Pierre d'Hozier nommé généalogiste de France en 1648 et ensuite son fils Charles d'Hozier tentèrent de rationaliser la discipline.
À la Renaissance, des généalogistes européens ont publié des travaux généalogiques sérieux à l'instar de Du Cange et Jean Mabillon en France, Salazar y Castro en Espagne, Dugdale en Angleterre et Imhof en Allemagne.
À la suite de la Révolution française, des « marchands de merlettes » ont discrédité la discipline en donnant une noble ascendance à n'importe quelle famille pouvant se l'offrir.
De nos jours, l’intérêt pour la généalogie varie selon les personnes. Dans les sociétés communautaires, la généalogie ne trouve pas de réelle justification au regard de la société où l'identité se définit autant par un réseau familial que par la réalisation personnelle. La réponse à la question « Qui êtes-vous ? » sera une description du père, de la mère et du groupe ou de la tribu. Par exemple en Nouvelle-Zélande, les Maoris apprennent le whakapapa qui signifie généalogie, afin de découvrir leurs origines.
Pour beaucoup de personnes, « faire sa généalogie » est encore réservée à une certaine aristocratie. Tout comme une particule ne prouve pas la noblesse, de même pour les armoiries, n'importe quelle personne aujourd'hui non noble peut généralement retrouver des éléments de sa généalogie ascendante à partir de quelques documents communs (par exemple, actes de naissance personnel et ceux des parents, grands-parents ; actes de mariages). De plus les archives françaises n'ont pas été détruites à la Révolution contrairement à ce qu'on peut croire.
Jusqu'à la fin du XIXe siècle, la généalogie présentait un intérêt avant tout pour ceux qui avaient obtenu leurs biens ou leur titre par héritage et les gens lettrés. D'autres personnes, déshéritées, pouvaient dans des cas extrêmes, effacer l'histoire de leur famille, sujet de honte pour eux.
Au XXe siècle, dans des pays comme les États-Unis ou l’Australie, a grandi la fierté d'être un héritier des pionniers et des bâtisseurs de la nation. La recherche de descendance a été un sujet de préoccupation parmi certains groupes tels que les Filles de la révolution américaine qui se basent sur la généalogie pour accepter ses membres et tendent à différencier les descendants des pionniers de ceux descendants de migrations ultérieures.
Dans l'Allemagne nazie, les antécédents familiaux ont été compilés afin de confirmer la filiation des individus dits de « race supérieure » et de se conformer aux exigences légales du mariage[réf. souhaitée]. De plus le fait de ne pas avoir d'ascendants juifs était requis pour certains postes de fonctionnaire par la loi allemande sur la restauration de la fonction publique du 7 avril 1933. La généalogie d'Adolf Hitler lui-même a d'ailleurs été l'objet de controverses.
La généalogie se tourne aussi vers de nouvelles sources telles que la célébration de la résistance des familles ayant survécu à des générations de pauvreté ou d'esclavage, ou bien l'intégration réussie de familles malgré les barrières raciales ou nationales. Certaines histoires familiales mettent l’accent sur les liens avec des criminels célèbres tels que le hors-la-loi Ned Kelly en Australie.
La généalogie joue un rôle dans la pratique de certaines croyances religieuses. Par exemple, le baptême pour les morts est une doctrine de l’Église de Jésus-Christ des saints des derniers jours (Mormons) dont les membres effectuent des recherches d’antécédents familiaux. Cette même église a fondé en 1894 la Société généalogique d'Utah devenue aujourd'hui FamilySearch destinée à faciliter les recherches généalogiques et la constitution de son histoire familiale en compilant toutes les archives mondiales. Cette organisation généalogique prétend aujourd'hui être la plus grande au monde avec 4 600 centres d’histoire familiale répartis dans 132 pays, 3,5 milliards de documents sont présents dans sa base en 2014. Aux États-Unis, la plus ancienne société généalogique fondée en 1845 est dénommée New England Historic Genealogical Society (NEHGS) qu'on peut traduire en français par société généalogique et historique de Nouvelle-Angleterre, sa base de données contient 200 millions de noms,.
Le culte des ancêtres est une pratique religieuse de certains peuples, notamment en Chine où chaque ancêtre est représenté par une tablette funéraire (shenzhupai) et reçoit des offrandes.
En France, la recherche généalogique par les particuliers se démocratise à partir de la deuxième moitié du XXe siècle ce qui coïncide avec la diffusion de publications et la création de la Fédération française de généalogie, puis la création des associations généalogiques locales.
Certains établissements scolaires proposent aux étudiants des projets de recherche comme un moyen d’enseignement sur l’immigration et l'histoire des nations.
L'intérêt croissant pour l'histoire familiale dans les médias (articles de presse, documentaires télévisés, etc.) couplé à un accès plus facile aux documents en ligne sur Internet permet aux personnes intéressées de commencer à rechercher leurs origines, par exemple les lieux où ont vécu leurs ancêtres ou bien l'origine de leur patronyme. Cette curiosité peut être particulièrement forte en raison de la rupture des antécédents familiaux, par exemple, à la suite de l’adoption ou du deuil.
Les possibilités de recherches, de même que leur durée, varieront beaucoup suivant les archives disponibles sachant qu'elles iront difficilement avant le XVIe siècle, peu de registres écrits étant tenus auparavant. Il faut donc bien connaître les types de documents pouvant être disponibles pour savoir où rechercher une information.

## Types de document
Le généalogiste sera confronté à de nombreux types de documents pouvant l'aider à reconstituer une généalogie, cela dépendant principalement d'une part de l'époque considérée car plus on remonte dans le temps et moins les archives seront abondantes et en bon état de conservation, d'autre part de la zone géographique. En effet selon les pays, et même les régions au sein d'un pays, des politiques, des législations ou encore l'activité religieuse influencent la quantité de documents qui peuvent être disponibles.
Des recensements de population ont été effectués depuis l'Antiquité romaine par la pratique du cens de manière quinquennale. Les Juifs procédaient également à des recensements comme l'indique la Bible. Chez les Grecs, les nouveaux citoyens étaient inscrits sur le livre du dème. Dans la Chrétienté, dès le Ve siècle on sait que l’évêque demandait au prêtre de mettre par écrit le nom de celui qui demandait le baptême, puis plus tard l'enregistrement des mariages.
Des registres pour suivre la population ont été mis en place au Moyen Âge, notamment en France, au Royaume-Uni ou en Allemagne. En Chine et en Inde des livres de généalogie sont mis en place pour enregistrer les noms et professions des habitants depuis plusieurs siècles. Ainsi en Inde il y a une tradition écrite par les panjikars (généalogistes) utilisant des feuilles de palmier et le système généalogique panji prabhandha depuis le XIVe siècle.

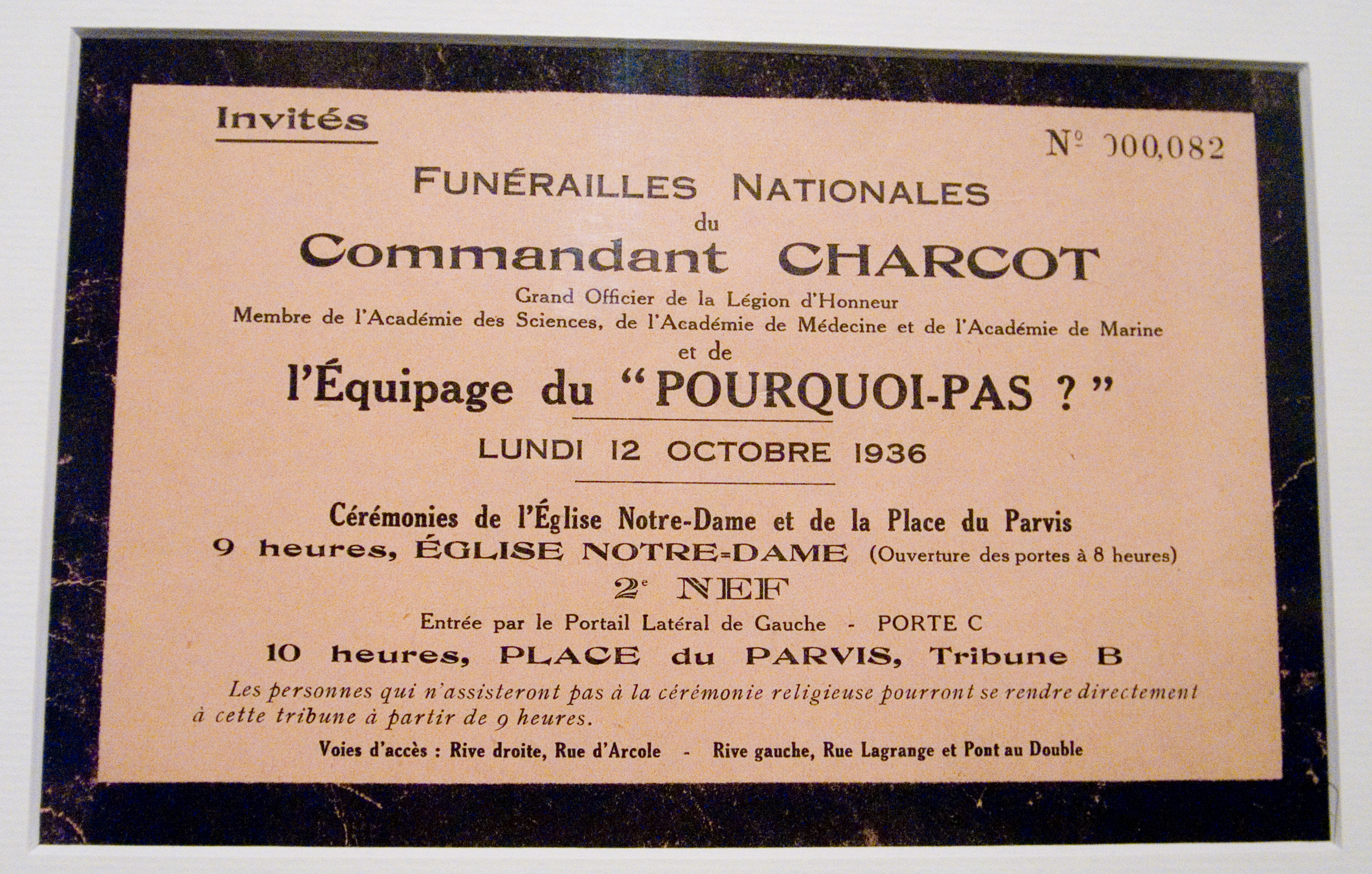
Faire-Part de Jean-Baptiste Charcot.

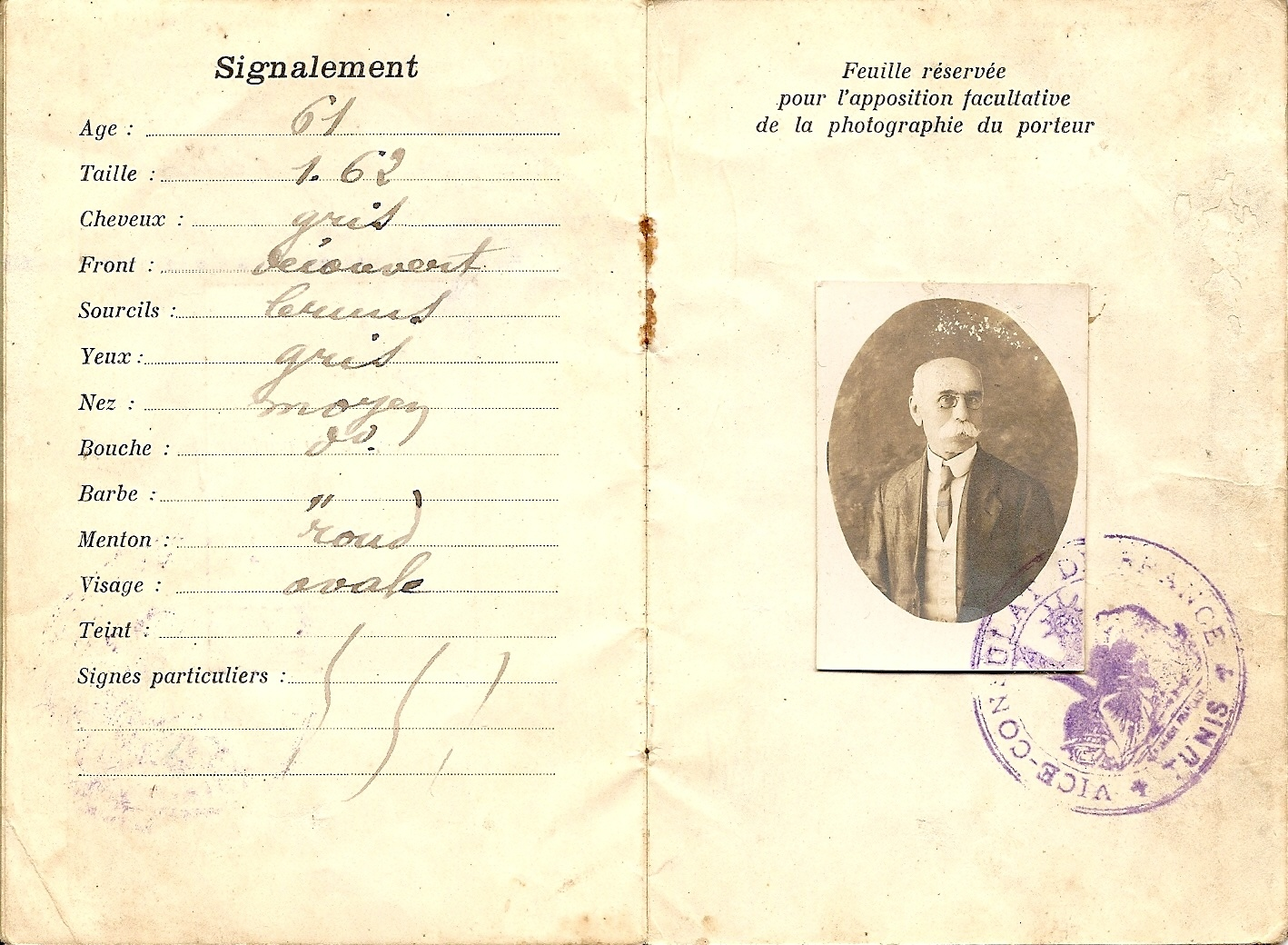
Passeport émis à Tunis en 1925.

Souvent utilisés pour effectuer une généalogie, on trouve les documents relatifs aux souvenirs et papiers familiaux :
- Témoignages oraux ou vidéos, entretiens avec les seniors de la famille (tout en les prenant avec précaution car la mémoire peut être défaillante ou des légendes familiales infondées[48]) ;
- Journaux personnels, lettres, livres, Bible familiale ;
- Livret de famille ;
- Faire-part et contrat de mariage ;
- Cahiers et bulletins scolaires, diplômes ;
- Certificat de naissance, certificat de mariage, certificat de décès ;
- Documents liés à un procès ;
- Passeport, carte d'identité ;
- Titres de propriétés ;
- Testament ;
- Livret militaire, décoration militaire ;
- Livre de raison ;
- Jokbo, arbre généalogique dans la culture coréenne ;
- Récompenses sportives ;
- Images pieuses ;
- Photographies ;
- Cartes postales.

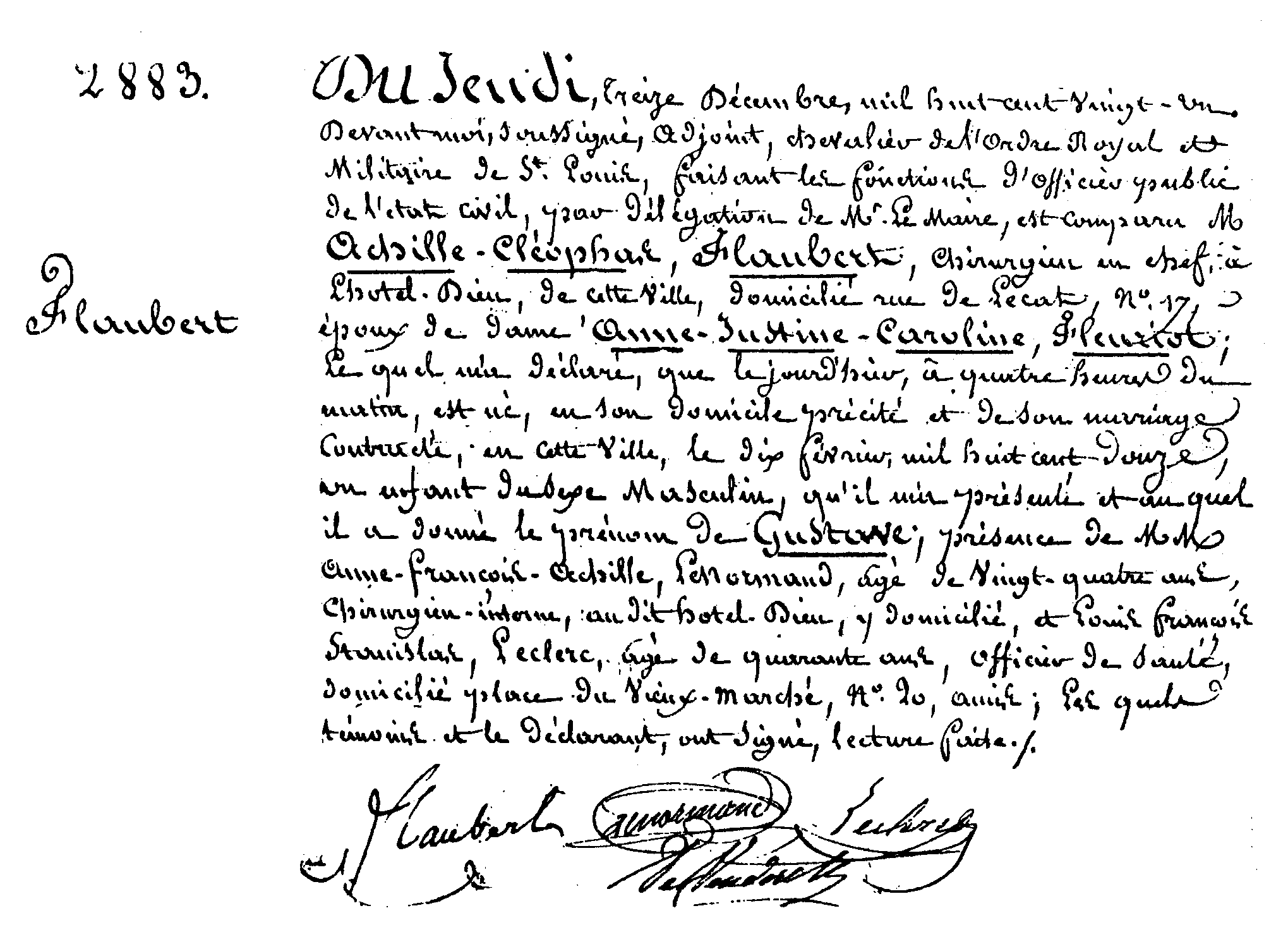
Acte de naissance de Gustave Flaubert.

Au-delà du cercle familial qui va permettre de couvrir la période récente, le généalogiste peut s'appuyer sur des archives externes à la famille pour compléter qu'elles soient d'origine religieuse ou laïque :
- Registres de baptêmes (église) et naissances ;
- Registres de mariages (bénédiction nuptiale par l'église / laïc) et divorces ;
- Registres de sépulture (église) et décès (civil) ;
- Registres de Cimetière, pierres tombales (certificats de propriété de concession funéraire) ;
- Documents relatifs aux adoptions ;
- Documents relatifs aux naturalisations, à l'immigration ;
- Confirmation ;
- Bar Mitzvah, Bat Mitsvah ; Ketoubot.
- Recensement de la population ;
- Rapports du coroner (pays anglo-saxons) ;
- Dossiers médicaux et registres des hôpitaux ;
- Répertoires des villes, annuaires professionnels, répertoires de rues, annuaires téléphoniques ;
- Registres militaires ;
- Registres de prison ;
- Articles de journaux, notices nécrologiques ;
- Listes des passagers de transport maritime ;
- Dossiers de propriétés et plans de cadastre ;
- Documents de sécurité sociale (aux États-Unis), les registres Poor Law (au Royaume-Uni) ;
- Listes électorales ;
- Dossiers fiscaux ;
- Documents enregistrés par un notaire : actes notariés ;
- Hypothèques ;
- Le contrôle et l'enregistrement des actes ;
- Cartes géographiques, récentes ou historiques.

Si une famille est noble ou supposée noble, il est possible de consulter des répertoires de généalogies comportant des références à des travaux, par exemple en France les répertoires d’Étienne Arnaud ou Gaston Soffroy - on estime à 3 000 le nombre de familles nobles subsistantes en France.
Ainsi les sources sont nombreuses, les registres d'état civil comprenant les actes de naissance, mariage et décès sont à privilégier pour commencer. Le généalogiste peut également chercher de l'information auprès des associations généalogiques locales et de plus en plus, avec le développement d'Internet, dans les bases de données disponibles en ligne.

## Outils pour la recherche

### Association généalogique
Les personnes effectuant des recherches généalogiques en progressant dans leurs recherches individuelles ont constaté des recoupements avec les recherches d'autres généalogistes et progressivement la mise en commun de leurs travaux s'est effectuée. Cela a conduit à la création de bases de données et d'associations généalogiques encore appelées cercles généalogiques ou cercles de généalogie regroupant ses membres autour d'une zone géographique d'intérêt délimitée.
Les informations qu'on peut trouver dans les documents généalogiques ne sont généralement pas indexées et leur lecture est souvent ardue, il faut parfois utiliser des techniques de paléographie pour en déchiffrer l'écriture ancienne, la graphie particulière ou la langue utilisée. C'est-à-dire qu'on ne peut pas faire une simple recherche sur internet ou une base de données en tapant un nom et obtenir les résultats, il faut parcourir les documents page par page. Les membres des associations, qui sont souvent des bénévoles, pratiquent un travail de transcription et d'indexation, de dépouillement et de relevé systématique. La mise à disposition des travaux se fait gratuitement ou à usage limité des membres qui adhèrent en payant une cotisation annuelle. La recherche d'acte pour une personne éloignée géographiquement de la zone de recherche ou bien un accès aux dépouillements peut également être un service offert par une association généalogique.
De nos jours, les travaux et bases de données de ces associations sont de plus en plus accessibles par Internet. De même, le partage des informations et des arbres en ligne se développe, ce qui facilite les recherches des autres personnes.

### Utilisation des technologies de l'information et de la communication
Avec ce qu'on appelle communément les technologies de l'information et de la communication, l'informatique a facilité certaines tâches du généalogiste que ce soit pour effectuer les recherches via Internet ou pour enregistrer le fruit de ses recherches dans un logiciel dédié.

#### Logiciels de généalogie

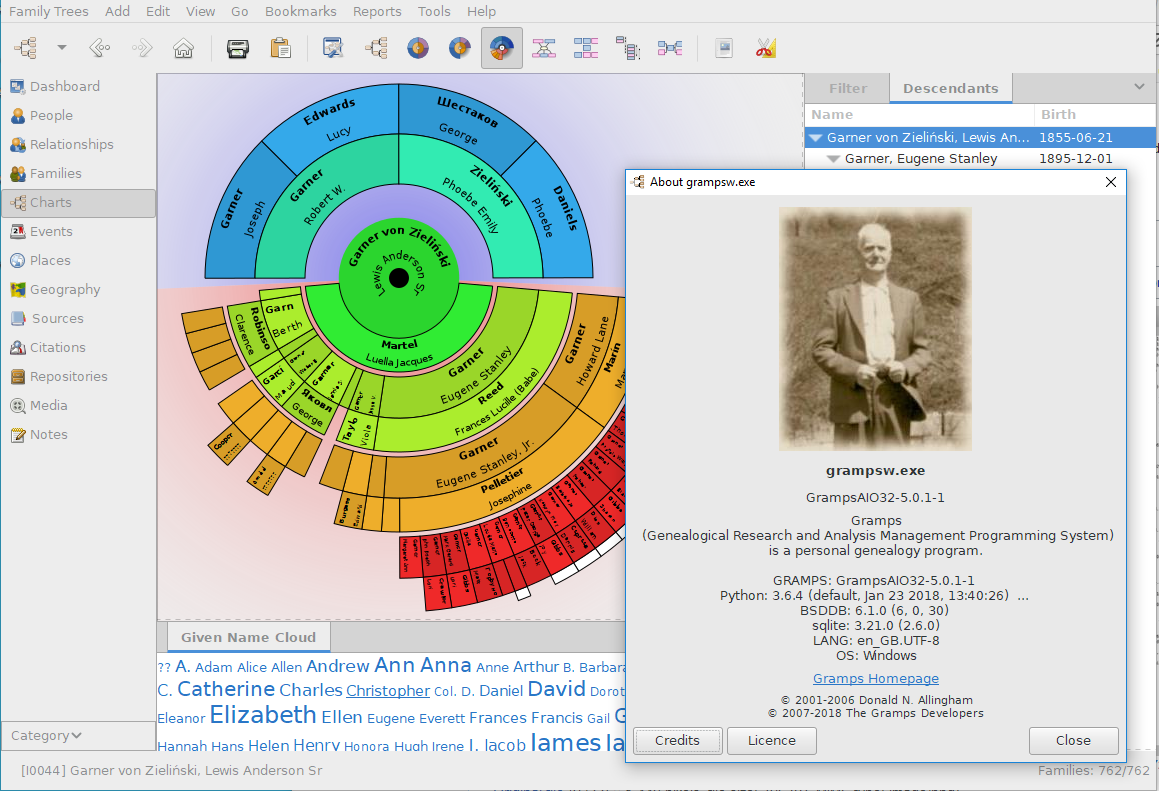
GRAMPS, logiciel libre et multiplateforme.

Un large éventail de logiciels dédiés à la généalogie qu'ils soient commerciaux, gratuits ou libres sont disponibles pour saisir les informations sur les individus, ces logiciels permettent :
- la gestion de bases de données des individus, et l'impression de listes d'ascendance, de descendance ou sélectives, au choix de l'utilisateur ;
- la représentation graphique (outils de dessin) des arbres d'ascendance et de descendance, voire de « cousinage » ;

Ces deux types de fonctions étant souvent couplés dans un même logiciel. Les logiciels peuvent être associés à une base en ligne sur Internet permettant de trouver des individus de sa base dans les arbres d'autres personnes et ainsi faciliter les recherches d'ascendants. Certains logiciels peuvent aussi servir à raconter d'une manière romancée la vie de ses ancêtres, ajouter des photographies, des documents.
Les logiciels s'adaptent aussi aux nouveaux moyens que sont la tablette tactile et le smartphone, des applications dédiées sont développées et peuvent être utilisées pour faciliter la consultation et la saisie d'information de manière mobile.
Les logiciels en ligne d'origine française Geneanet et Filae sont aujourd'hui contrôlés par Ancestry (USA) et Myheritage (Israël).
Au niveau des logiciels libres, on peut citer GeneWeb, issu de l'INRIA, qui présente une base de données gérable et consultable par une interface web, et @rbre, issu du Laboratoire Culturel A+H en vue de proposer un système d'échange pair-à-pair (P2P) de données généalogiques représentées en 3D.
Ancestris est un logiciel libre et gratuit qui respecte la norme GEDCOM.

#### GEDCOM
Une spécification d'échanges de données généalogiques entre les logiciels s'est peu à peu imposée : la spécification GEDCOM, acronyme de Genealogical Data Communication. Elle fut initialement développée par les chercheurs de la Société généalogique d'Utah.
La plupart des logiciels dédiés à la généalogie permettent l'import et l'export d'une généalogie dans ce format de même que les sites Internet spécialisés permettant de publier sa généalogie.

#### Ressources Web
Différentes ressources sur Internet peuvent être utilisées telles que les bases de données spécialisées  contenant des relevés d'actes ou des arbres en ligne d'autres contributeurs généalogistes, les forums de discussion ou encore les échanges entre généalogistes avec la construction de listes de diffusion par recherche.
La fiabilité des informations varie beaucoup et doit toujours faire l'objet de recoupements et de vérifications.

## Recherche généalogique par pays

### Canada (Québec)
Le « Fichier Origine » est le répertoire informatisé constitué et mis à jour à partir des actes trouvés dans le cadre du « Projet franco-québécois de recherche sur les origines familiales des émigrants français et étrangers établis au Québec des origines à 1865 ».

### États-Unis

#### Base Ellis Island
Sachant qu'une grande partie de la population américaine est issue de l'immigration, il est possible de rechercher gratuitement un individu dans les registres de migration aux États-Unis par Ellis Island. La base de données Ellis Island est géré par Statue of Liberty-Ellis Island Foundation (SOLEIF), fondation d'Ellis Island et de la statue de la Liberté. Cette base permet également de chercher si un individu de sa famille en ligne directe ou non a émigré aux États-Unis.
La consultation des informations nécessite d'être enregistré (gratuit). Les informations sont protégées par le copyright américain et utilisables à des fins personnelles et non commerciales.

#### Combattants français de 1778-1783
Il est possible qu'un de ses ancêtres français ait été soldat dans la guerre d'indépendance des États-Unis, un document publié en 1903 liste les combattants français pour la période de 1778-1783 d'après les documents authentiques déposés aux Archives nationales et aux Archives du Ministère de la Guerre. Tel que le rapporte en introduction M. Henri Mérou, consul de France à Chicago, cette démarche a été menée en partie à l’initiative de la société nationale des Fils de la révolution américaine à travers le juge Paul Wentworth Linebarger proposant l'idée que les descendants des combattants français de cette révolution de 1776 puissent également faire partie de cette société, il fallait pour cela en établir la liste. La période considérée court entre le traité d'amitié du 6 février 1778 et les accords de paix préliminaires de fin 1782 puis confirmés par le traité de Versailles du 3 septembre 1783. Le document indique qu'à peu près tous les marins ont pu être listés, par contre « les soldats de l'infanterie ne comprennent que la moitié environ des troupes de terre qui ont réellement combattu aux États-Unis » et ne comprennent pas les engagements volontaires.
Ces listes ne sont pas alphabétiques mais classées par vaisseau. Elles donnent les états des officiers de marine des escadres du comte d'Estaing, du comte de Guichen, du comte de Ternay (armée de Rochambeau) et du comte de Grasse-Tilly, ainsi que des officiers de l'armée métropolitaine : Armée de Rochambeau, Régiment d'Agenais, Régiment de Gâtinais, Régiment de Tours, Régiment de Foix (un bataillon), Régiment de Hainaut, Régiment de Dillon (Officiers seulement), Régiment de Walsh (officiers seulement), Régiment d'Aixonne (un bataillon), Régiment de Metz (2e bataillon). Les Régiments coloniaux de la Guadeloupe et de la Martinique, du Cap et de Port-au-Prince, les Grenadiers-Volontaires du vicomte de Framais, les Chasseurs-Volontaires de Saint-Domingue du marquis de Rouvray ne sont pas compris dans cet inventaire de la gloire.

### France
La recherche généalogique en France s'appuie sur une connaissance des différents types d'archives et de documents généalogiques disponibles en France. Les recherches sont facilitées par les dépôts d'Archives Départementales qui émaillent le territoire et favorisent l'accès aux registres d'état civil et registres paroissiaux, qui sont pour une grande partie numérisés et disponibles gratuitement en ligne. Ceci est complété par le travail de dépouillement des associations et par les diverses bases de données en ligne. L'article détaillé traite également des sources Internet, de l'organisation des associations généalogiques et des revues généalogiques pouvant aider le généalogiste.
Enfin certaines particularités sont à prendre en compte dans sa recherche liées à l'histoire de France tels que les découpages géographiques passés, les colonies ou bien les bagnes.
En 2004, le magazine Notre Temps estimait le nombre de généalogistes en France à près de 4,5 millions. Selon une enquête réalisée en mars 2010 pour le site Généalogie.com, faisant suite à une enquête réalisée en juin 2006, l'institut Ipsos indique que plusieurs millions de français s'intéressent à la généalogie ; ainsi 61 % d'entre eux ont déjà fait une recherche sur leur famille ou leur nom,,. L'enquête indique également que la recherche est facilitée par Internet, les archives étant de plus en plus numérisées et accessibles en ligne, seulement une personne sur cinq se déplaçant en salle de lecture des archives, les autres utilisant la consultation à distance. Le terme de généanaute est parfois utilisé pour désigner le généalogiste internaute. D'après cette même étude réalisée auprès de 1 033 individus de 16 à 64 ans, l'activité n'est pas réservée aux retraités car 65 % des moins de 35 ans seraient intéressés par la généalogie.
Le Figaro relaie en avril 2015 une étude OpinionWay pour Genealogie.com auprès de 1 019 personnes âgées de 18 ans et plus et publiée au mois de mars 2015. Celle-ci indique que neuf Français sur dix s'intéressent à la généalogie. De plus la moitié des Français a déjà fait des recherches généalogiques à titre personnel, dont un tiers via Internet. Malgré cet intérêt, 42 % des personnes interrogées ne sont pas capables de citer les noms et prénoms d'un seul de leurs arrière grands-parents et 30 % peuvent en citer seulement un ou deux.
Les motivations tiennent à la réalisation d'un « devoir de mémoire » et à la transmission de l'histoire familiale aux plus jeunes générations, le sociologue Serge Guérin évoque quant à lui un besoin d'ancrage dans ses racines : « dans une période où les repères deviennent plus flous, où l'on perd du sens, revenir sur son arbre généalogique est une façon de retrouver de la fixité ». Avec la démocratisation d'Internet, cette enquête semble indiquer que le spectre de la population généalogiste française est assez large. Cependant, entre chercher son nom de famille dans un moteur de recherche et entamer une démarche généalogique, il y a un pas que beaucoup de personnes ne franchissent pas, le manque d'intérêt et de temps pour cette activité étant évoqué. Ainsi une étude fut réalisée en 2007 par la Direction des Archives de France sélectionnant un panel de 1 000 internautes potentiellement généalogistes, « c’est-à-dire ayant visité, au cours des six derniers mois, au moins un site internet proposant un service de généalogie ou assimilé » parmi une liste de sites internet préétablie. Sur ce panel, seulement un tiers a répondu positivement à une première question posée portant sur le fait de savoir s'ils s'étaient déjà déplacés en salle de lecture ou rendu sur un site internet pour effectuer une recherche généalogique. L'étude indique que 95 personnes ont été considérés comme « vrais généalogistes » ayant pu répondre à des questions très spécifiques. Pour autant sur le tiers du panel ayant répondu positivement à la première question, seuls 6 % se considèrent comme un « vrai généalogiste ».
Genealogie.com est l'un des principaux sites web commerciaux relatif à la généalogie, avec trois millions de visites annoncés en octobre 2006 par le portail Notrefamille.com dont fait partie le site, GeneaNet est également un des plus visités. Genealogie.com aurait quant à lui un million de visiteurs uniques chaque mois. Le fondateur du site souhaiterait numériser et indexer tout l'état civil français pour permettre des recherches plus aisées. Ce travail serait déjà fait pour quatre départements : le Rhône, la Vendée, la Savoie et les Yvelines.

### Luxembourg
Les principales sources d'information pour le Luxembourg ainsi que des conseils concernant la recherche généalogique sont présentés sur le site des Archives nationales de Luxembourg de même que les sources nécessaires à la recherche. Un outil de recherche performant est fourni par la banque de données de Luxroots.

### Portugal
GeneAll.net est un site de généalogie commercial, créé et maintenu par Luis Amaral. Le site a des plates-formes en six langues différentes: anglais, espagnol, portugais, français, allemand et italien. Le site provient de la base de données créée lorsque l'auteur a commencé une collaboration dans le journal The Independent, à la demande du directeur Paulo Portas. Initialement, il a été appelé Genea Portugal et a été hébergé sur le  portail SAPO. Selon le créateur du site en avril 2012, il avait des informations sur plus de 2 millions de personnes et 80 000 noms.